# Chandos Records
Chandos Records est un label discographique britannique de musique classique, basé à Colchester, en Angleterre, fondé en 1979 par Brian Couzens.

## Histoire
Chandos Records est un label indépendant de musique classique fondé en 1979 par Brian Couzens. L'entreprise est basée au Royaume-Uni, à Colchester, et dirigée aujourd'hui par le fils du fondateur, Ralph Couzens. Le label est spécialisé dans le répertoire rare et négligé, en musique orchestrale, chorale, musique de chambre, musique ancienne et musique de film principalement.
À l'origine tourné vers les compositeurs britanniques, avec Arnold Bax, Arthur Bliss, George Dyson, Ernest John Moeran et Edmund Rubbra, le catalogue s'est progressivement élargi à la musique américaine et européenne, notamment scandinave, sans oublier le répertoire standard, à l'image des symphonies de Tchaïkovski enregistrées par Mariss Jansons (1984-1986). Chandos est parmi les premiers labels à utiliser la technologie numérique, à partir de 1978, et à publier des enregistrements sur CD (1983). En 1989, la société crée un label spécialisé en interprétation historiquement informée sous le nom de Chaconne. En 1995, est lancé une série d'opéras en anglais, sous l'étiquette Opera in English.
En 2005, Chandos est le premier label à proposer le téléchargement de fichiers MP3 sur son site web. La société gère aussi The Classical Shop, qui propose des téléchargements de nombreux autres labels, dont certains ne sont pas disponibles en format physique au Royaume-Uni.
Chandos Records entreprend régulièrement des éditions complètes, par exemple pour William Walton et Percy Grainger, et reste une entreprise familiale indépendante qui produit une centaine de disques par an environ.
En 2024, le label est racheté par Naxos.

## Artistes
Parmi les artistes notables enregistrés sous le label Chandos, figurent notamment : Neeme Järvi, Richard Hickox, Howard Shelley, Alexander Gibson, Bryden Thomson, Guennady Rojdestvenski, Lydia Mortkovitch ou Yuli Turovski ; ainsi que Thomas Allen, Barry Banks (en), Christine Brewer (en), Rebecca Evans (en), Bruce Ford (en), Lesley Garrett, Horacio Gutiérrez, Simon Keenlyside, Tasmin Little (en), Charles Mackerras, Alan Opie (en) et Julian Lloyd Webber.